# Marphysa brevitentaculata
Marphysa brevitentaculata är en ringmaskart som beskrevs av Treadwell 1921. Marphysa brevitentaculata ingår i släktet Marphysa och familjen Eunicidae. Inga underarter finns listade i Catalogue of Life.